# Polare Modulation

Schema zur polaren Modulation

Polare Modulation (englisch polar modulation) ist ein digitales Modulationsverfahren, bei dem eine Quadraturamplitudenmodulation (QAM), auch genannt I/Q-Modulation (mit I für In Phase oder 0° und Q für Quadrature Phase oder 90°), nicht mithilfe zweier (paralleler) Modulatoren für die I- und Q‑Komponente eines Signals durchgeführt wird, sondern stattdessen durch eine (serielle) Hintereinanderschaltung eines Phasenmodulators und eines Amplitudenmodulators.

## Methode
Digitale Modulationsverfahren werden häufig mithilfe analytischer Signale beschrieben. Hierbei dienen komplexe Zahlen zur Beschreibung eines  harmonischen Zeitsignals. Dieses wird außer durch seine Frequenz f durch die Amplitude A und die Phase φ vollständig charakterisiert.
Wie durch die Eulersche Formel beschrieben, gibt es mathematisch zwei alternative und gleichwertige Darstellformen für das Signal, nämlich die
- kartesische Darstellung mithilfe des Realteils I und des Imaginärteils Q oder die
- Polardarstellung mithilfe der Amplitude A und der Phase φ.

Übliche I/Q-Modulatoren verwenden die erste Darstellung und verarbeiten das In Phase- und das Quadrature Phase-Signal in zwei parallelen Verarbeitungsketten. Bei der polaren Modulation hingegen geschieht die Verarbeitung über Amplitude und Phase des Signals (Bild).

## Geschichte
Die Grundidee zu diesem Verfahren ist alt. Es wurde ursprünglich von Thomas Edison (1847–1931) in Zusammenhang mit der Quadruplex-Telegrafie erfunden, die er im Jahr 1874 zum Patent angemeldet hat. Diese ermöglichte bei der kabelgebundenen elektrischen Telegrafie die unabhängige und zeitgleiche Übertragung von vier unterschiedlichen elektrischen Signalen über ein einziges Telegrafenkabel. Im Gegensatz zur heutigen I/Q‑Modulation mit einer Phasendifferenz von 90° verwendete Edison jedoch eine Phasendifferenz von 180°, mit anderen Worten positive und negative Impulse.